# Michaił Fastykowski
Michaił Władisławowicz Fastykowski, ros. Михаил Владиславович Фастыковский (ur. 6 marca 1875 r. w Odessie, zm. 13 września 1939 r. w ZSRR) – rosyjski, a następnie radziecki wojskowy (generał major), współpracownik radzieckich służb specjalnych, wykładowca akademicki.

## Życiorys
W 1894 r. ukończył szkołę techniczną o kierunku morskim, zaś w 1896 r. junkierską szkołę piechoty w Kijowie. Służył w stopniu podporucznika w 3 Artyleryjskim Pułku Moździerzy. Następnie przeszedł do 1 Wschodnio-Syberyjskiego Artyleryjskiego Dywizjonu Moździerzy. W 1899 r. awansował na porucznika, w 1903 r. sztabskapitana, zaś w 1907 r. kapitana. W 1908 r. ukończył Nikołajewską Akademię Sztabu Generalnego, po czym dowodził kompanią 35 Syberyjskiego Pułku Strzeleckiego. Od 1910 r. pełnił funkcję oberoficera do specjalnych poruczeń w sztabie V Syberyjskiego Sztabu Armijnego. W 1912 r. został starszym adiutantem w sztabie 33 Dywizji Piechoty. 
Brał udział w I wojnie światowej. W grudniu 1914 r. awansował do stopnia podpułkownika, obejmując funkcję zastępcy szefa wydziału zarządu generał-kwatermistrza w sztabie Frontu Południowo-Zachodniego. Od kwietnia 1915 r. pełnił obowiązki szefa sztabu Zaamurskiej Pogranicznej Dywizji Piechoty. W 1916 r. mianowano go pułkownikiem. We wrześniu 1917 r. został szefem sztabu XII Korpusu Armijnego. W październiku tego roku został generałem majorem. 
Wkrótce wstąpił do nowo formowanych wojsk bolszewickich. W listopadzie 1919 r. objął funkcję szefa sztabu 8 Armii. Jednocześnie stał na czele oddziału operacyjnego Frontu Południowego. Pod koniec 1920 r. odkomenderowano go do szkoły kadry dowódczej „Wystrieł”. Po jej ukończeniu w 1921 r., służył w sztabie Kijowskiego Okręgu Wojskowego. Na pocz. 1922 r. podczas podróży inspekcyjnej zbiegł do Polski. W 1924 r. powrócił do ZSRR. Zamieszkał w Moskwie, gdzie pracował jako buchalter. Jednocześnie był tajnym współpracownikiem OGPU o kryptonimie „Sierżewski”. Następnie został wykładowcą nauk wojskowych w Moskiewskim Państwowym Uniwersytecie Technicznym. W 1937 r. został aresztowany przez NKWD. Po procesie skazano go na karę wieloletnich łagrów. Przebywał w obozie w okręgu archangielskim, gdzie został rozstrzelany.